# Філліпа Су
Філліпа Су (англ. Phillipa Soo, нар. 31 травня 1990, Лібертівілл, США) — американська акторка.

## Біографія
Філліпа Су народилася 31 травня 1990 року. У 2012 році закінчила Джульярдську школу (вивчала акторське мистецтво). Су працює в театрі, а також бере участь у кінематографічних проектах.

## Вибіркова фільмографія
- Ще одне справжнє кохання (2023)
- Галерея розбитих сердець (2020)
- Гамільтон (2020)
- Тут і зараз (2018)